# Ontzetting van het kiesrecht
De ontzetting van het kiesrecht is in België een bijkomende straf die erin bestaat dat wegens een misdaad of een wanbedrijf veroordeelde personen gedurende een zekere tijd het kiesrecht niet kunnen uitoefenen wanneer deze straf tegen hen werd uitgesproken. De ontzetting van het kiesrecht werd ingevoerd door de wet van 14 april 2009 houdende verscheidene wijzigingen inzake verkiezingen (Belgisch Staatsblad van 15 april 2009, derde editie, blz. 30493). 

## Ontzetting van het kiesrecht (nieuwe regeling)
Bij alle arresten van veroordeling tot levenslange opsluiting of levenslange hechtenis of tot opsluiting voor een termijn van tien tot vijftien jaar of een langere termijn, kan tegen de veroordeelden de ontzetting van het kiesrecht uitspreken, voor hun leven of voor twintig jaar tot dertig jaar (artikel 31, al. 2, van het Strafwetboek). Het hof van assisen kan dus de veroordeelde misdadigers, die een straf opgelegd krijgen van tien jaar opsluiting of meer, voor hun leven of voor een termijn van twintig jaar tot dertig jaar van het kiesrecht ontzetten. 
Het hof van assisen kan de tot opsluiting van vijf jaar tot tien jaar of tot hechtenis veroordeelden, voor hun leven of voor tien jaar tot twintig jaar, ontzetten van het kiesrecht (artikel 32 van het Strafwetboek). 
De hoven en de rechtbanken kunnen de tot correctionele straffen veroordeelden ontzetten van het kiesrecht voor een termijn van vijf jaar tot tien jaar (artikel 33bis van het Strafwetboek). 
Van het kiesrecht zijn bijgevolg definitief uitgesloten en tot de stemming mogen niet worden toegelaten zij die levenslang ontzet zijn van de uitoefening van het kiesrecht door veroordeling (artikel 6 van het Kieswetboek).
In de uitoefening van kiesrecht worden geschorst en tot de stemming mogen niet worden toegelaten zolang die onbekwaamheid duurt, zij die voor een bepaalde duur ontzet zijn van de uitoefening van het kiesrecht door veroordeling (artikel 7, al. 1, 2°, van het Kieswetboek). 
Artikel 8 van het Kieswetboek bepaalt: 'Artikel 87 van het Strafwetboek is niet toepasselijk op de gevallen van onbekwaamheid die in de artikelen 6 en 7 zijn opgesomd'. Volgens artikel 8 van het Kieswetboek houdt de onbekwaamheid om te stemmen dus niet op door de kwijtschelding van deze onbekwaamheid door het recht van genade van de Koning. De Koning zou deze onbekwaamheid dus niet kunnen kwijtschelden. Deze regeling lijkt ongrondwettelijk, zij lijkt strijdig te zijn met artikel 110 van de Grondwet betreffende het recht van genade van de Koning. 

## De oude regeling die nog bij overgangsmaatregel van kracht is

### De vroegere regeling
Volgens de oude regeling, deze die door de wet van 14 april 2009  werd gewijzigd, was het verval of de schorsing van het kiesrecht een gevolg dat van rechtswege verbonden was aan bepaalde strafrechtelijke veroordelingen. 
Van het kiesrecht waren voorgoed uitgesloten en tot de stemming mochten niet worden toegelaten zij die tot een criminele straf waren veroordeeld (oud artikel 6 van het Kieswetboek). 
Zij die tot een gevangenisstraf van meer dan vier maanden waren veroordeeld, met uitsluiting van degenen die veroordeeld waren op grond van de artikelen 419 en 420 van het Strafwetboek waren tijdelijk in de uitoefening van hun kiesrecht geschorst. Deze onbekwaamheid duurde zes jaar wanneer de straf meer dan vier maanden tot minder dan drie jaar bedroeg en twaalf jaar wanneer de straf ten minste drie jaar bedroeg (oud artikel 7, al. 1, 2°,  van het Kieswetboek).
Onder de oude regeling moest de ontzetting van het kiesrecht dus niet worden uitgesproken, zij was automatisch verbonden aan de strafrechtelijke veroordeling tot een vrijheidsstraf van meer dan vier maanden. 

### Ongrondwettelijkheid van de oude regeling
De oude regeling werd door het Grondwettelijk Hof ongrondwettelijk geacht, want strijdig met de artikelen 10 en 11 van de Grondwet (arrest nr. 187/2005 van 14 december 2005). Het werd als strijdig met het gelijkheidsbeginsel beschouwd dat de onbekwaamheid om te stemmen van rechtswege intrad, zonder dat zij door de rechter was uitgesproken.

### Oude regeling blijft van kracht bij wijze van overgangsbepaling
De oude regeling blijft echter van kracht bij wijze van overgangsbepaling. De wet van 14 april 2009 bepaalt in artikel 69: 'De wijzigingen aangebracht aan het Kieswetboek door de artikelen 21 tot 23 van onderhavige wet zijn niet van toepassing op de daders van misdrijven, die op het ogenblik van de inwerkingtreding van deze wijzigingen het voorwerp waren van een definitieve veroordeling'. Deze vrij duistere bepaling wordt toegelicht in de parlementaire voorbereiding van de wet: 'Het betreft hier een overgangsbepaling. Ze beoogt het wegnemen van elke ambivalentie betreffende het feit dat de wijzigingen die door de wet in ontwerp aangebracht zijn op het Kieswetboek, noch als doel, noch als gevolg hebben om de personen terug het genot van hun kiesrecht te geven die het werd ontzegd als gevolg van een criminele of correctionele straf die op het tijdstip van het van kracht worden van de wet in kracht van gewijsde is getreden' (Parl. St., Kamer, 2008-2009, nr. 1799/1, blz. 20).  
Alle personen die voor 15 april 2009 (datum van inwerkingtreding van de wet van 14 april 2009) definitief veroordeeld waren onder de oude regeling, blijven van rechtswege ontzet van hun kiesrecht volgens de oude regeling. De oude ongrondwettelijke regeling blijft dus van kracht bij wijze van overgangsregeling. Hiertegen werd beroep tot vernietiging ingesteld bij het Grondwettelijk Hof. De zaak is bij het Grondwettelijk Hof bekend onder het nummer 4763 van de rol. 